# Neomuelleriella
Neomuelleriella is een geslacht van kreeftachtigen uit de klasse van de Ostracoda (mosselkreeftjes).

## Soorten
- Neomuelleriella hispida (Brady, 1898) Kornicker, 1986
- Neomuelleriella klomax Kornicker, 1995
- Neomuelleriella mayottensis Kornicker, 1992
- Neomuelleriella nex Kornicker, 1995
- Neomuelleriella zealandica (Poulsen, 1965) Kornicker, 1986